# Eliminatoria al Campeonato Africano Sub-20 de 2025
La fase de clasificación de la Copa Africana de Naciones Sub-20 de 2025 dicidió a los equipos participantes de la fase final. Un total de doce equipos jugarán en el torneo final.
Podrán participar en la competición los jugadores nacidos a partir del 1 de enero de 2005. 
Los cuatro mejores equipos del torneo se clasifican para la Copa Mundial de Fútbol Sub-20 de 2025 como representantes de la CAF.

## Equipos
Esta será la tercera edición de la Copa Africana de Naciones Sub-20 que se expande a 12 equipos en lugar de ocho. Cada una de las seis zonas recibió dos lugares en el torneo final.
| - Argelia - Egipto - Libia | - Marruecos - Túnez |

| - Gambia - Guinea - Guinea-Bisáu - Malí | - Mauritania - Senegal - Sierra Leona - Liberia (H) |

| - Benín - Burkina Faso - Ghana - Costa de Marfil | - Níger - Nigeria - Togo |

| - Camerún - República Centroafricana - Chad - Congo (H) | - RD Congo - Guinea Ecuatorial - Gabón |

| - Burundi - Yibuti - Etiopía - Kenia - Ruanda | - Sudán del Sur - Sudán - Tanzania (H) - Uganda |

| - Angola - Botsuana - Comoras - Suazilandia - Lesoto - Malaui | - Mozambique (H) - Namibia - Sudáfrica - Zambia - Zimbabue - Madagascar |

Notas
- Los equipos en negrita se clasificaron para el torneo final.
- (H): Anfitriones del torneo de clasificación.
- (Q): Clasificado automáticamente para el torneo final, independiente de los resultados de la clasificación.

## Zona Norte
El Torneo Sub-20 de la UNAF 2024, que también sirve como clasificatorio para la Copa Africana de Naciones Sub-20, se llevará a cabo entre el 14 y el 26 de noviembre en Egipto. Los cinco equipos se ubicarán en un grupo, y el ganador y el segundo clasificado se clasificarán para el torneo final.
Todas las horas son locales, EST, CAT ( UTC+2 ).

| Equipo     | PJ | PG | PE | PP | GF | GC | Dif | Pts | Clasificación              |
| ---------- | -- | -- | -- | -- | -- | -- | --- | --- | -------------------------- |
| Marruecos  | 4  | 3  | 1  | 0  | 9  | 3  | +6  | 10  | Clasifica a la Ronda Final |
| Egipto (A) | 4  | 2  | 1  | 1  | 5  | 4  | +1  | 7   | Clasifica a la Ronda Final |
| Túnez      | 4  | 2  | 0  | 2  | 5  | 5  | 0   | 6   |                            |
| Argelia    | 4  | 1  | 2  | 1  | 7  | 4  | +3  | 5   |                            |
| Libia      | 4  | 0  | 0  | 4  | 2  | 12 | -10 | 0   |                            |

| 14 de noviembre de 2024 | Libia | 1:2 | Túnez | Estadio del Canal de Suez, Ismailía |                   |
| 17:00                   |       |     |       | Árbitro(s): [[ ]]                   | Árbitro(s): [[ ]] |

| 14 de noviembre de 2024 | Marruecos | 2:1 | Egipto | Estadio del Canal de Suez, Ismailía |                   |
| 20:00                   |           |     |        | Árbitro(s): [[ ]]                   | Árbitro(s): [[ ]] |

| 17 de noviembre de 2024 | Túnez | 1:2 | Marruecos | Estadio del Canal de Suez, Ismailía |                   |
| 17:00                   |       |     |           | Árbitro(s): [[ ]]                   | Árbitro(s): [[ ]] |

| 17 de noviembre de 2024 | Argelia | 1:1 | Egipto | Estadio del Canal de Suez, Ismailía |                   |
| 20:00                   |         |     |        | Árbitro(s): [[ ]]                   | Árbitro(s): [[ ]] |

| 20 de noviembre de 2024 | Libia | 1:2 | Egipto | Estadio del Canal de Suez, Ismailía |                   |
| 17:00                   |       |     |        | Árbitro(s): [[ ]]                   | Árbitro(s): [[ ]] |

| 20 de noviembre de 2024 | Argelia | 1:1 | Marruecos | Estadio del Canal de Suez, Ismailía |                   |
| 20:00                   |         |     |           | Árbitro(s): [[ ]]                   | Árbitro(s): [[ ]] |

| 23 de noviembre de 2024 | Túnez | 2:1 | Argelia | Estadio del Canal de Suez, Ismailía |                   |
| 17:00                   |       |     |         | Árbitro(s): [[ ]]                   | Árbitro(s): [[ ]] |

| 23 de noviembre de 2024 | Marruecos | 4:0 | Libia | Estadio del Canal de Suez, Ismailía |                   |
| 20:00                   |           |     |       | Árbitro(s): [[ ]]                   | Árbitro(s): [[ ]] |

| 26 de noviembre de 2024 | Argelia | 4:0 | Libia | Estadio de Ismailia, Ismailía |                   |
| 18:00                   |         |     |       | Árbitro(s): [[ ]]             | Árbitro(s): [[ ]] |

| 26 de noviembre de 2024 | Egipto | 1:0 | Túnez | Estadio del Canal de Suez, Ismailía |                   |
| 18:00                   |        |     |       | Árbitro(s): [[ ]]                   | Árbitro(s): [[ ]] |

## Zona A Oeste
Todas las horas son locales, GMT ( UTC+0 ).
Liberia fue el anfitrión de las eliminatorias de la Zona A de la WAFU-UFOA para la Copa Africana de Naciones Sub-20 y los partidos se jugaron a partir del 15 de septiembre de 2024. Los partidos se jugaron en Monrovia, Liberia.

### Fase de grupos
Los ocho equipos se dividieron en dos grupos de cuatro equipos. Los ganadores y los segundos clasificados de cada grupo avanzaron a las semifinales.

#### Grupo A
| Equipo       | PJ | PG | PE | PP | GF | GC | Dif | Pts | Clasificación           |
| ------------ | -- | -- | -- | -- | -- | -- | --- | --- | ----------------------- |
| Sierra Leona | 3  | 2  | 1  | 0  | 4  | 1  | +3  | 7   | Clasifica a Semifinales |
| Guinea       | 3  | 1  | 2  | 0  | 4  | 2  | +2  | 5   | Clasifica a Semifinales |
| Liberia (A)  | 3  | 1  | 1  | 1  | 3  | 4  | -1  | 4   |                         |
| Guinea-Bisáu | 3  | 0  | 0  | 3  | 1  | 5  | -4  | 0   |                         |

| 15 de septiembre de 2024 | Liberia | 1:0 | Guinea-Bisáu | Complejo Deportivo Samuel Kanyon Doe, Monrovia |  |
|                          |         |     |              | Árbitro(s): [[ ]]                              |  |

| 15 de septiembre de 2024 | Guinea | 0:0 | Sierra Leona | Complejo Deportivo Samuel Kanyon Doe, Monrovia |  |
|                          |        |     |              | Árbitro(s): [[ ]]                              |  |

| 18 de septiembre de 2024 | Guinea-Bisáu | 1:3 | Guinea | Complejo Deportivo Samuel Kanyon Doe, Monrovia |  |
|                          |              |     |        | Árbitro(s): [[ ]]                              |  |

| 18 de septiembre de 2024 | Sierra Leona | 3:1 | Liberia | Complejo Deportivo Samuel Kanyon Doe, Monrovia |  |
|                          |              |     |         | Árbitro(s): [[ ]]                              |  |

| 21 de septiembre de 2024 | Líbano | 1:1 | Guinea | Complejo Deportivo Samuel Kanyon Doe, Monrovia |  |
|                          |        |     |        | Árbitro(s): [[ ]]                              |  |

| 21 de septiembre de 2024 | Guinea-Bisáu | 0:1 | Sierra Leona | Estadio Antoinette Tubman, Monrovia |  |
|                          |              |     |              | Árbitro(s): [[ ]]                   |  |

#### Grupo B
| Equipo  | PJ | PG | PE | PP | GF | GC | Dif | Pts | Clasificación           |
| ------- | -- | -- | -- | -- | -- | -- | --- | --- | ----------------------- |
| Senegal | 2  | 1  | 1  | 0  | 4  | 2  | +2  | 4   | Clasifica a Semifinales |
| Gambia  | 2  | 0  | 2  | 0  | 2  | 2  | 0   | 2   | Clasifica a Semifinales |
| Malí    | 2  | 0  | 1  | 1  | 0  | 2  | -2  | 1   |                         |

| 16 de septiembre de 2024 | Senegal | 2:0 | Malí | Complejo Deportivo Samuel Kanyon Doe, Monrovia |  |
|                          |         |     |      | Árbitro(s): [[ ]]                              |  |

| 19 de septiembre de 2024 | Gambia | 2:2 | Senegal | Complejo Deportivo Samuel Kanyon Doe, Monrovia |  |
|                          |        |     |         | Árbitro(s): [[ ]]                              |  |

| 22 de septiembre de 2024 | Malí | 0:0 | Gambia | Complejo Deportivo Samuel Kanyon Doe, Monrovia |  |
|                          |      |     |        | Árbitro(s): [[ ]]                              |  |

## Fase final
|  | Semifinales                 | Semifinales                 |   |                             | Final                       | Final |  |
|  |                             |                             |   |                             |                             |       |  |
|  |                             |                             |   |                             |                             |       |  |
|  | 25 de septiembre - Monrovia |                             |   |                             |                             |       |  |
|  | Sierra Leona                | 3                           |   |                             |                             |       |  |
|  | Gambia                      | 0                           |   |                             |                             |       |  |
|  |                             |                             |   |                             |                             |       |  |
|  |                             |                             |   |                             | 28 de septiembre - Monrovia |       |  |
|  |                             |                             |   |                             | Sierra Leona                | 0     |  |
|  |                             | Senegal                     | 2 |                             |                             |       |  |
|  |                             |                             |   |                             |                             |       |  |
|  |                             |                             |   |                             |                             |       |  |
|  |                             |                             |   |                             | Tercer lugar                |       |  |
|  | 25 de septiembre - Monrovia | 25 de septiembre - Monrovia |   | 28 de septiembre - Monrovia | 28 de septiembre - Monrovia |       |  |
|  | Senegal                     | 2                           |   | Gambia                      | 3                           |       |  |
|  | Guinea                      | 0                           |   |                             | Guinea                      | 0     |  |

## Semifinales
| 25 de septiembre de 2024 | Sierra Leona | 3:0 | Gambia | Complejo Deportivo Samuel Kanyon Doe, Monrovia |  |
|                          |              |     |        | Árbitro(s): [[ ]]                              |  |

| 25 de septiembre de 2024 | Senegal | 2:0 | Guinea | Complejo Deportivo Samuel Kanyon Doe, Monrovia |  |
|                          |         |     |        | Árbitro(s): [[ ]]                              |  |

## Tercer lugar
| 28 de septiembre de 2024 | Gambia | 3:0 | Guinea | Complejo Deportivo Samuel Kanyon Doe, Monrovia |  |
|                          |        |     |        | Árbitro(s): [[ ]]                              |  |

## Final
| 28 de septiembre de 2024 | Sierra Leona | 0:2 | Senegal | Complejo Deportivo Samuel Kanyon Doe, Monrovia |  |
|                          |              |     |         | Árbitro(s): [[ ]]                              |  |

## Zona B Oeste
Todas las horas son locales, WAT ( UTC+1 ).
Los partidos de clasificación de la Zona B de la WAFU-UFOA para la Copa Africana de Naciones Sub-20 se disputarán en Togo a partir del 17 de octubre de 2024. El sorteo se anunció el 26 de septiembre de 2024.

### Fase de grupos
Los siete equipos se dividieron en dos grupos de tres y cuatro equipos. Los ganadores y subcampeones de cada grupo avanzaron a las semifinales.

#### Grupo A
| Equipo   | PJ | PG | PE | PP | GF | GC | Dif | Pts | Clasificación           |
| -------- | -- | -- | -- | -- | -- | -- | --- | --- | ----------------------- |
| Ghana    | 3  | 1  | 2  | 0  | 5  | 3  | +2  | 5   | Clasifica a Semifinales |
| Níger    | 3  | 1  | 1  | 1  | 3  | 4  | -1  | 4   | Clasifica a Semifinales |
| Togo (A) | 3  | 0  | 3  | 0  | 3  | 3  | 0   | 3   |                         |
| Benín    | 3  | 0  | 2  | 1  | 2  | 3  | -1  | 2   |                         |

| 17 de octubre de 2024 | Togo | 2:2 | Níger | Estadio de Kégué, Lomé |  |
|                       |      |     |       | Árbitro(s): [[ ]]      |  |

| 17 de octubre de 2024 | Ghana | 2:2 | Benín | Estadio de Kégué, Lomé |  |
|                       |       |     |       | Árbitro(s): [[ ]]      |  |

| 20 de octubre de 2024 | Níger | 0:2 | Ghana | Estadio Municipal de Lomé, Lomé |  |
|                       |       |     |       | Árbitro(s): [[ ]]               |  |

| 20 de octubre de 2024 | Benín | 0:0 | Togo | Estadio de Kégué, Lomé |  |
|                       |       |     |      | Árbitro(s): [[ ]]      |  |

| 23 de octubre de 2024 | Togo | 1:1 | Ghana | Estadio Municipal de Lomé, Lomé |  |
|                       |      |     |       | Árbitro(s): [[ ]]               |  |

| 23 de octubre de 2024 | Níger | 1:0 | Benín | Estadio de Kégué, Lomé |  |
|                       |       |     |       | Árbitro(s): [[ ]]      |  |

#### Grupo B
| Equipo          | PJ | PG | PE | PP | GF | GC | Dif | Pts | Clasificación           |
| --------------- | -- | -- | -- | -- | -- | -- | --- | --- | ----------------------- |
| Nigeria         | 2  | 1  | 0  | 1  | 2  | 2  | 0   | 3   | Clasifica a Semifinales |
| Costa de Marfil | 2  | 1  | 0  | 1  | 2  | 2  | 0   | 3   | Clasifica a Semifinales |
| Burkina Faso    | 2  | 1  | 0  | 1  | 1  | 1  | 0   | 3   |                         |

| 18 de octubre de 2024 | Nigeria | 0:1 | Burkina Faso | Estadio Municipal de Lomé, Lomé |  |
|                       |         |     |              | Árbitro(s): [[ ]]               |  |

| 21 de octubre de 2024 | Burkina Faso | 0:1 | Costa de Marfil | Estadio Municipal de Lomé, Lomé |  |
|                       |              |     |                 | Árbitro(s): [[ ]]               |  |

| 24 de octubre de 2024 | Costa de Marfil | 1:2 | Nigeria | Estadio Municipal de Lomé, Lomé |  |
|                       |                 |     |         | Árbitro(s): [[ ]]               |  |

## Fase final
|  | Semifinales                               | Semifinales                      |   |                                  | Final                            | Final |  |
|  |                                           |                                  |   |                                  |                                  |       |  |
|  |                                           |                                  |   |                                  |                                  |       |  |
|  | 27 de octubre - Estadio Municipal de Lomé |                                  |   |                                  |                                  |       |  |
|  | Ghana                                     | 2                                |   |                                  |                                  |       |  |
|  | Costa de Marfil                           | 1                                |   |                                  |                                  |       |  |
|  |                                           |                                  |   |                                  |                                  |       |  |
|  |                                           |                                  |   |                                  | 30 de octubre - Estadio de Kégué |       |  |
|  |                                           |                                  |   |                                  | Ghana                            | 1     |  |
|  |                                           | Nigeria                          | 2 |                                  |                                  |       |  |
|  |                                           |                                  |   |                                  |                                  |       |  |
|  |                                           |                                  |   |                                  |                                  |       |  |
|  |                                           |                                  |   |                                  | Tercer lugar                     |       |  |
|  | 27 de octubre - Estadio de Kégué          | 27 de octubre - Estadio de Kégué |   | 30 de octubre - Estadio de Kégué | 30 de octubre - Estadio de Kégué |       |  |
|  | Nigeria                                   | 3                                |   | Costa de Marfil                  | 2                                |       |  |
|  | Níger                                     | 1                                |   |                                  | Níger                            | 1     |  |

## Semifinales
| 27 de octubre de 2024 | Ghana | 2:1 | Costa de Marfil | Estadio Municipal de Lomé, Lomé |  |
|                       |       |     |                 | Árbitro(s): [[ ]]               |  |

| 27 de octubre de 2024 | Nigeria | 3:1 | Níger | Estadio Municipal de Lomé, Lomé |  |
|                       |         |     |       | Árbitro(s): [[ ]]               |  |

## Tercer lugar
| 30 de octubre de 2024 | Costa de Marfil | 2:1 | Níger | Estadio Municipal de Lomé, Lomé |  |
|                       |                 |     |       | Árbitro(s): [[ ]]               |  |

## Final
| 31 de octubre de 2024 | Ghana | 1:2 | Nigeria | Estadio Municipal de Lomé, Lomé |  |
|                       |       |     |         | Árbitro(s): [[ ]]               |  |

## Zona central
Todas las horas son locales, WAT ( UTC+1 ).
Las eliminatorias de la UNIFFAC para la Copa Africana de Naciones Sub-20 se celebraron en el Congo y los partidos se jugaron a partir del 24 de septiembre de 2024. Los partidos se jugaron en Brazzaville, Congo.

### Fase de grupos
Los siete equipos se dividieron en dos grupos de cuatro y tres equipos. Los ganadores y subcampeones de cada grupo avanzaron a las semifinales.

#### Grupo A
El equipo de Chad se retiró y hubo que reorganizar el calendario.
| Equipo                          | PJ | PG | PE | PP | GF | GC | Dif | Pts | Clasificación           |
| ------------------------------- | -- | -- | -- | -- | -- | -- | --- | --- | ----------------------- |
| Congo (A)                       | 2  | 2  | 0  | 0  | 3  | 0  | +3  | 6   | Clasifica a Semifinales |
| República Democrática del Congo | 2  | 1  | 0  | 1  | 3  | 2  | +1  | 3   | Clasifica a Semifinales |
| Guinea Ecuatorial               | 2  | 0  | 0  | 2  | 1  | 5  | -4  | 0   |                         |

| 24 de septiembre de 2024 | Congo | 1:0 | República Democrática del Congo | Estadio Alphonse Massemba-Débat, Brazzaville |  |
|                          |       |     |                                 | Árbitro(s): [[ ]]                            |  |

| 26 de septiembre de 2024 | Guinea Ecuatorial | 0:2 | Congo | Estadio Alphonse Massemba-Débat, Brazzaville |  |
|                          |                   |     |       | Árbitro(s): [[ ]]                            |  |

| 28 de septiembre de 2024 | República Democrática del Congo | 3:1 | Guinea Ecuatorial | Estadio Alphonse Massemba-Débat, Brazzaville |  |
|                          |                                 |     |                   | Árbitro(s): [[ ]]                            |  |

#### Grupo B
| Equipo                   | PJ | PG | PE | PP | GF | GC | Dif | Pts | Clasificación           |
| ------------------------ | -- | -- | -- | -- | -- | -- | --- | --- | ----------------------- |
| Camerún                  | 2  | 2  | 0  | 0  | 7  | 1  | +6  | 6   | Clasifica a Semifinales |
| República Centroafricana | 2  | 1  | 0  | 1  | 2  | 5  | -3  | 3   | Clasifica a Semifinales |
| Gabón                    | 2  | 0  | 0  | 2  | 2  | 5  | -3  | 0   |                         |

| 24 de septiembre de 2024 | República Centroafricana | 2:1 | Gabón | Estadio Alphonse Massemba-Débat, Brazzaville |  |
|                          |                          |     |       | Árbitro(s): [[ ]]                            |  |

| 26 de septiembre de 2024 | Camerún | 4:0 | República Centroafricana | Estadio Alphonse Massemba-Débat, Brazzaville |  |
|                          |         |     |                          | Árbitro(s): [[ ]]                            |  |

| 28 de septiembre de 2024 | Gabón | 1:3 | Camerún | Estadio Alphonse Massemba-Débat, Brazzaville |  |
|                          |       |     |         | Árbitro(s): [[ ]]                            |  |

## Quinto lugar
| 30 de octubre de 2024 | Guinea Ecuatorial | Cancelado | Gabón |                   |  |
|                       |                   |           |       | Árbitro(s): [[ ]] |  |

## Fase final
|  | Semifinales                     | Semifinales                     |   |                            | Final                      | Final |  |
|  |                                 |                                 |   |                            |                            |       |  |
|  |                                 |                                 |   |                            |                            |       |  |
|  | 1 de octubre - Brazzaville      |                                 |   |                            |                            |       |  |
|  | Congo                           | 2                               |   |                            |                            |       |  |
|  | República Centroafricana        | 0                               |   |                            |                            |       |  |
|  |                                 |                                 |   |                            |                            |       |  |
|  |                                 |                                 |   |                            | 3 de octubre - Brazzaville |       |  |
|  |                                 |                                 |   |                            | Congo                      | 1     |  |
|  |                                 | República Democrática del Congo | 2 |                            |                            |       |  |
|  |                                 |                                 |   |                            |                            |       |  |
|  |                                 |                                 |   |                            |                            |       |  |
|  |                                 |                                 |   |                            | Tercer lugar               |       |  |
|  | 1 de octubre - Brazzaville      | 1 de octubre - Brazzaville      |   | 3 de octubre - Brazzaville | 3 de octubre - Brazzaville |       |  |
|  | Camerún                         | 1(3)                            |   | República Centroafricana   | Cancelado                  |       |  |
|  | República Democrática del Congo | 1(4)                            |   |                            | Camerún                    |       |  |

## Semifinales
| 1 de octubre de 2024 | Congo | 2:0     | República Centroafricana | Estadio Alphonse Massemba-Débat, Brazzaville |                   |
|                      |       | Reporte |                          | Árbitro(s): [[ ]]                            | Árbitro(s): [[ ]] |

| 1 de octubre de 2024 | Camerún                                                       | 1:1 (3:4 p.)               | República Democrática del Congo                       | Estadio Alphonse Massemba-Débat, Brazzaville |                   |
|                      |                                                               | Reporte                    |                                                       | Árbitro(s): [[ ]]                            | Árbitro(s): [[ ]] |
|                      |                                                               | Tiros desde el punto penal |                                                       |                                              |                   |
|                      | - A. Yondjo - M. Adrien - K. Emmanuel - E. Farel - D. Harouna |                            | - F. Mukandila - D. Lukombe - T. Talasi - B. Mavutuku |                                              |                   |

## Tercer lugar
| 3 de octubre de 2024 | República Centroafricana | Cancelado | Camerún | Estadio Alphonse Massemba-Débat, Brazzaville |  |
|                      |                          |           |         | Árbitro(s): [[ ]]                            |  |

## Final
| 3 de octubre de 2024 | Congo | 1:2     | República Democrática del Congo | Estadio Alphonse Massemba-Débat, Brazzaville |                   |
|                      |       | Reporte |                                 | Árbitro(s): [[ ]]                            | Árbitro(s): [[ ]] |

## Zona Centro-Este
Los clasificatorios de la CECAFA para la Copa Africana de Naciones Sub-20 se celebraron en Tanzania entre el 6 y el 20 de octubre de 2024.
Todas las horas son locales, EAT ( UTC+3 ).

### Fase de grupos
Los nueve equipos se dividieron en dos grupos de cuatro y cinco equipos. Los ganadores y subcampeones de cada grupo avanzaron a las semifinales.

##### Grupo A
| Equipo       | PJ | PG | PE | PP | GF | GC | Dif | Pts | Clasificación             |
| ------------ | -- | -- | -- | -- | -- | -- | --- | --- | ------------------------- |
| Kenia        | 4  | 3  | 1  | 0  | 10 | 1  | +9  | 10  | Clasifica a a Semifinales |
| Tanzania (A) | 4  | 3  | 0  | 1  | 12 | 2  | +10 | 9   | Clasifica a a Semifinales |
| Sudán        | 4  | 2  | 0  | 2  | 4  | 6  | -2  | 6   |                           |
| Ruanda       | 4  | 1  | 1  | 2  | 5  | 5  | 0   | 4   |                           |
| Yibuti       | 4  | 0  | 0  | 4  | 2  | 19 | −17 | 0   |                           |

| 6 de octubre de 2024 | Tanzania | 1:2 | Kenia | Estadio KMC, Dar es-Salam |  |
|                      |          |     |       | Árbitro(s): [[ ]]         |  |

| 6 de octubre de 2024 | Sudán | 3:1 | Yibuti | Complejo Azam, Dar es-Salam |  |
|                      |       |     |        | Árbitro(s): [[ ]]           |  |

| 8 de octubre de 2024 | Tanzania | 7:0 | Yibuti | Estadio KMC, Dar es-Salam |  |
|                      |          |     |        | Árbitro(s): [[ ]]         |  |

| 8 de octubre de 2024 | Sudán | 1:0 | Ruanda | Complejo Azam, Dar es-Salam |  |
|                      |       |     |        | Árbitro(s): [[ ]]           |  |

| 10 de octubre de 2024 | Ruanda | 0:0 | Kenia | Estadio KMC, Dar es-Salam |  |
|                       |        |     |       | Árbitro(s): [[ ]]         |  |

| 10 de octubre de 2024 | Tanzania | 1:0 | Sudán | Complejo Azam, Dar es-Salam |  |
|                       |          |     |       | Árbitro(s): [[ ]]           |  |

| 13 de octubre de 2024 | Yibuti | 0:4 | Kenia | Estadio KMC, Dar es-Salam |  |
|                       |        |     |       | Árbitro(s): [[ ]]         |  |

| 13 de octubre de 2024 | Tanzania | 3:0 | Ruanda | Complejo Azam, Dar es-Salam |  |
|                       |          |     |        | Árbitro(s): [[ ]]           |  |

| 15 de octubre de 2024 | Sudán | 0:3 | Kenia | Complejo Azam, Dar es-Salam |  |
|                       |       |     |       | Árbitro(s): [[ ]]           |  |

| 15 de octubre de 2024 | Ruanda | 5:1 | Yibuti | Complejo Azam, Dar es-Salam |  |
|                       |        |     |        | Árbitro(s): [[ ]]           |  |

#### Grupo B
| Equipo        | PJ | PG | PE | PP | GF | GC | Dif | Pts | Clasificación           |
| ------------- | -- | -- | -- | -- | -- | -- | --- | --- | ----------------------- |
| Uganda        | 3  | 2  | 1  | 0  | 9  | 3  | +6  | 7   | Clasifica a Semifinales |
| Burundi       | 3  | 2  | 0  | 1  | 5  | 6  | -1  | 6   | Clasifica a Semifinales |
| Sudán del Sur | 3  | 1  | 1  | 1  | 4  | 4  | 0   | 4   |                         |
| Etiopía       | 3  | 0  | 0  | 3  | 3  | 8  | -5  | 0   |                         |

| 7 de octubre de 2024 | Sudán del Sur | 0:1 | Burundi | Estadio KMC, Dar es-Salam |  |
|                      |               |     |         | Árbitro(s): [[ ]]         |  |

| 7 de octubre de 2024 | Uganda | 3:0 | Etiopía | Complejo Azam, Dar es-Salam |  |
|                      |        |     |         | Árbitro(s): [[ ]]           |  |

| 9 de octubre de 2024 | Uganda | 4:1 | Burundi | Estadio KMC, Dar es-Salam |  |
|                      |        |     |         | Árbitro(s): [[ ]]         |  |

| 9 de octubre de 2024 | Sudán del Sur | 2:1 | Etiopía | Complejo Azam, Dar es-Salam |  |
|                      |               |     |         | Árbitro(s): [[ ]]           |  |

| 11 de octubre de 2024 | Uganda | 2:2 | Sudán del Sur | Complejo Azam, Dar es-Salam |  |
|                       |        |     |               | Árbitro(s): [[ ]]           |  |

| 11 de octubre de 2024 | Burundi | 3:2 | Etiopía | Estadio KMC, Dar es-Salam |  |
|                       |         |     |         | Árbitro(s): [[ ]]         |  |

## Fase final
|  | Semifinales                   | Semifinales                   |   |                             | Final                       | Final |  |
|  |                               |                               |   |                             |                             |       |  |
|  |                               |                               |   |                             |                             |       |  |
|  | 18 de octubre - Estadio KMC   |                               |   |                             |                             |       |  |
|  | Uganda                        | 1                             |   |                             |                             |       |  |
|  | Tanzania                      | 2                             |   |                             |                             |       |  |
|  |                               |                               |   |                             |                             |       |  |
|  |                               |                               |   |                             | 20 de octubre - Estadio KMC |       |  |
|  |                               |                               |   |                             | Tanzania                    | 2     |  |
|  |                               | Kenia                         | 1 |                             |                             |       |  |
|  |                               |                               |   |                             |                             |       |  |
|  |                               |                               |   |                             |                             |       |  |
|  |                               |                               |   |                             | Tercer lugar                |       |  |
|  | 18 de octubre - Complejo Azam | 18 de octubre - Complejo Azam |   | 20 de octubre - Estadio KMC | 20 de octubre - Estadio KMC |       |  |
|  | Kenia                         | 4                             |   | Uganda                      | 3                           |       |  |
|  | Burundi                       | 0                             |   |                             | Burundi                     | 1     |  |

## Semifinales
| 18 de octubre de 2024 | Uganda | 1:2 | Tanzania | Estadio KMC, Dar es-Salam |  |
|                       |        |     |          | Árbitro(s): [[ ]]         |  |

| 18 de octubre de 2024 | Kenia | 4:0 | Burundi | Complejo Azam, Dar es-Salam |  |
|                       |       |     |         | Árbitro(s): [[ ]]           |  |

## Tercer lugar
| 20 de octubre de 2024 | Uganda | 3:1 | Burundi | Estadio KMC, Dar es-Salam |  |
|                       |        |     |         | Árbitro(s): [[ ]]         |  |

## Final
| 20 de octubre de 2024 | Tanzania | 2:1 | Kenia | Estadio KMC, Dar es-Salam |  |
|                       |          |     |       | Árbitro(s): [[ ]]         |  |

## Zona Sur
Todas las horas son locales, CAT ( UTC+2 ).

La fase de grupos se disputó en tres grupos con un sistema de todos contra todos, en el que los ganadores y el mejor segundo clasificado pasaron a las semifinales. Todos los partidos se celebraron en Mozambique. Debido a la retirada de Madagascar, los puntos obtenidos contra el último equipo de los grupos A y C no se incluyeron en el cálculo del mejor segundo clasificado.

#### Grupo A
| Equipo         | PJ | PG | PE | PP | GF | GC | Dif | Pts | Clasificación           |
| -------------- | -- | -- | -- | -- | -- | -- | --- | --- | ----------------------- |
| Zimbabue       | 3  | 2  | 1  | 0  | 5  | 1  | +4  | 7   | Clasifica a Semifinales |
| Botsuana       | 3  | 1  | 2  | 0  | 3  | 2  | +1  | 5   |                         |
| Suazilandia    | 3  | 1  | 1  | 1  | 5  | 7  | -2  | 4   |                         |
| Mozambique (A) | 3  | 0  | 0  | 3  | 5  | 8  | -3  | 0   |                         |

| 26 de septiembre de 2024 | Zimbabue | 1:1 | Botsuana | Estadio de Matola, Maputo |  |
|                          |          |     |          | Árbitro(s): [[ ]]         |  |

| 26 de septiembre de 2024 | Mozambique | 4:5 | Suazilandia | Estadio de Matola, Maputo |  |
|                          |            |     |             | Árbitro(s): [[ ]]         |  |

| 28 de septiembre de 2024 | Suazilandia | 0:3 | Zimbabue | Anexo Estadio de Matola, Maputo |  |
|                          |             |     |          | Árbitro(s): [[ ]]               |  |

| 28 de septiembre de 2024 | Mozambique | 1:2 | Botsuana | Anexo Estadio de Matola, Maputo |  |
|                          |            |     |          | Árbitro(s): [[ ]]               |  |

| 30 de septiembre de 2024 | Suazilandia | 0:0 | Botsuana | Anexo Estadio de Matola, Maputo |  |
|                          |             |     |          | Árbitro(s): [[ ]]               |  |

| 30 de septiembre de 2024 | Mozambique | 0:1 | Zimbabue | Estadio de Matola, Maputo |  |
|                          |            |     |          | Árbitro(s): [[ ]]         |  |

#### Grupo B
| Equipo  | PJ | PG | PE | PP | GF | GC | Dif | Pts | Clasificación           |
| ------- | -- | -- | -- | -- | -- | -- | --- | --- | ----------------------- |
| Angola  | 2  | 2  | 0  | 0  | 4  | 1  | +3  | 6   | Clasifica a Semifinales |
| Zambia  | 2  | 1  | 0  | 1  | 3  | 4  | -1  | 3   |                         |
| Namibia | 2  | 0  | 0  | 2  | 1  | 3  | -2  | 0   |                         |

| 27 de septiembre de 2024 | Zambia | 1:3 | Angola | Estadio de Matola, Maputo |  |
|                          |        |     |        | Árbitro(s): [[ ]]         |  |

| 29 de septiembre de 2024 | Angola | 1:0 | Namibia | Anexo Estadio de Matola, Maputo |  |
|                          |        |     |         | Árbitro(s): [[ ]]               |  |

| 1 de octubre de 2024 | Zambia | 2:1 | Namibia | Estadio de Matola, Maputo |  |
|                      |        |     |         | Árbitro(s): [[ ]]         |  |

#### Grupo C
| Equipo    | PJ | PG | PE | PP | GF | GC | Dif | Pts | Clasificación           |
| --------- | -- | -- | -- | -- | -- | -- | --- | --- | ----------------------- |
| Sudáfrica | 3  | 3  | 0  | 0  | 13 | 0  | +13 | 9   | Clasifica a Semifinales |
| Comoras   | 3  | 1  | 0  | 2  | 2  | 4  | -2  | 3   |                         |
| Malaui    | 3  | 1  | 0  | 2  | 4  | 9  | -5  | 3   |                         |
| Lesoto    | 3  | 1  | 0  | 2  | 3  | 9  | -6  | 3   |                         |

| 27 de septiembre de 2024 | Comoras | 1:0 | Lesoto | Anexo Estadio de Matola, Maputo |  |
|                          |         |     |        | Árbitro(s): [[ ]]               |  |

| 27 de septiembre de 2024 | Sudáfrica | 5:0 | Malaui | Anexo Estadio de Matola, Maputo |  |
|                          |           |     |        | Árbitro(s): [[ ]]               |  |

| 29 de septiembre de 2024 | Malaui | 2:1 | Comoras | Estadio de Matola, Maputo |  |
|                          |        |     |         | Árbitro(s): [[ ]]         |  |

| 29 de septiembre de 2024 | Sudáfrica | 6:0 | Lesoto | Anexo Estadio de Matola, Maputo |  |
|                          |           |     |        | Árbitro(s): [[ ]]               |  |

| 1 de octubre de 2024 | Malaui | 2:3 | Lesoto | Anexo Estadio de Matola, Maputo |  |
|                      |        |     |        | Árbitro(s): [[ ]]               |  |

| 1 de octubre de 2024 | Comoras | 0:2 | Sudáfrica | Estadio de Matola, Maputo |  |
|                      |         |     |           | Árbitro(s): [[ ]]         |  |

### Mejor segundo
| Pos. | Grupo | Equipo   | PJ | PG | PE | PP | GF | GC | Dif | Pts | Clasificación           |
| ---- | ----- | -------- | -- | -- | -- | -- | -- | -- | --- | --- | ----------------------- |
| 1    | B     | Zambia   | 2  | 1  | 0  | 1  | 3  | 4  | -1  | 3   | Clasifica a Semifinales |
| 2    | A     | Botsuana | 2  | 0  | 2  | 0  | 1  | 1  | 0   | 2   |                         |
| 3    | C     | Comoras  | 2  | 0  | 0  | 2  | 1  | 4  | -3  | 0   |                         |

## Fase final
|  | Semifinales | Semifinales | Semifinales |        |           | Final     | Final | Final |  |
|  |             |             |             |        |           |           |       |       |  |
|  |             |             |             |        |           |           |       |       |  |
|  | Angola      | Angola      | 0           |        |           |           |       |       |  |
|  | Angola      | Angola      | 0           |        |           |           |       |       |  |
|  | Sudáfrica   | Sudáfrica   | 1           |        |           |           |       |       |  |
|  | Sudáfrica   | Sudáfrica   | 1           |        | Sudáfrica | Sudáfrica | 2     |       |  |
|  |             |             |             |        | Sudáfrica | Sudáfrica | 2     |       |  |
|  |             |             | Zambia      | Zambia | 0         |           |       |       |  |
|  | Zimbabue    | Zimbabue    | Zambia      | Zambia | 0         | 2(5)      |       |       |  |
|  | Zimbabue    | Zimbabue    |             |        |           | 2(5)      |       |       |  |
|  | Zambia      | Zambia      | 2(6)        |        |           |           |       |       |  |
|  | Zambia      | Zambia      | 2(6)        |        |           |           |       |       |  |
|  |             |             |             |        |           |           |       |       |  |

## Semifinales
| 3 de octubre de 2024 | Angola | 0:1 | Sudáfrica | Estadio de Matola, Maputo |                   |
| 12:00                |        |     |           | Árbitro(s): [[ ]]         | Árbitro(s): [[ ]] |

| 3 de octubre de 2024 | Zimbabue | 2:2 | Zambia | Estadio de Matola, Maputo |                   |
| 15:00                |          |     |        | Árbitro(s): [[ ]]         | Árbitro(s): [[ ]] |

## Final
| 5 de octubre de 2024 | Sudáfrica | 2:0 | Zambia | Estadio de Matola, Maputo |                   |
| 14:00                |           |     |        | Árbitro(s): [[ ]]         | Árbitro(s): [[ ]] |